# Palomeque
Palomeque – gmina w Hiszpanii, w prowincji Toledo, w Kastylii-La Mancha, o powierzchni 22,28 km². W 2011 roku gmina liczyła 928 mieszkańców.